# Josip Karavla
Mr. sc. Josip Karavla dipl. inž. šum. dendrolog (Zagreb, 1929. – 5. studenog 2008.), hrvatski biolog.
Nakon realne gimnazije diplomirao je na Poljoprivredno - šumarskom fakultetu, šumarskom odsjeku, biološki smjer. Od 1953. do 1954. radi u šumariji Sljeme, a zatim u hortikulturi. Od 1. listopada 1960. Na dužnosti je sveučlišnog asistenta na Katedri za šumarsku genetiku i dendrologiju. U tijeku 1958. polaže stručni ispit. Dana 6. siječnja 1964. upisao je na šumarskom fakultetu poslijediplomski studij iz područja dendrologije, parkiranja i ozelenjavanja. Magistrirao je 1969. Obranivši magistarski rad pod naslovom " Dendrološka i šumsko - uzgojna važnost starih parkova u Samoboru ".Početkom 1969. Izabran je za predavača iz predmeta dendrologija i na biološkom i tehničkom smjeru šumarskog fakulteta u Zagrebu. Krajem 1976. bio je izabran u zvanje višeg sveučilišnog predavača iz područja dendrologije do umirovljenja 1. listopada 1993. Preminuo u Zagrebu 5. studenog 2008., pokopan na Mirogoju.

## Znanstveni rad
Područje znanstvenog i stručnog rada je dendrologija i hortikultura, napose dendrološke vrste (Samobora, Zagreba i Rijeka ) i njihove hortikulturne značajke. Dugo je vrijeme radio (1966. – 1990.) na izučavanju oblika i svostava naših autoktonih lipa. Napisao je više naučnih i stručnih radova, a rezultate svojih istraživanja objavio u više domaćih stručnih časopisa i enciklopedija (šumarska enciklopedija I, II i III), Šumarski list kao i 1986 Projektant Euroazijske kamenjare Arboretum Lisičine ,"Karavla rječnik bilja", 761 stranica elektroničke građe u kojem su opisani pojmovi o biljkama, botanika.

## Vanjske poveznice
- http://www.karavla.com  Arhivirana inačica izvorne stranice od 16. prosinca 2008. (Wayback Machine)
- http://www.karavla.blogspot.com
- http://sites.google.com/site/rjecnikbilja/Home  Arhivirana inačica izvorne stranice od 21. rujna 2016. (Wayback Machine)
- Radovi u Šumarskom listu
- Životopis u Imeniku hrvatskih šumara
- http://www.mzos.hr/svibor/4/04/029/rad_h.htm  Arhivirana inačica izvorne stranice od 9. lipnja 2007. (Wayback Machine)
- http://hrast.sumfak.hr/